# Prosper Peter
Prosper Peter (* 9. August 2007 in Paris) ist ein französisch-nigerianischer Fußballspieler, der aktuell beim SCO Angers in der Ligue 1 spielt.

## Karriere
Peter begann seine fußballerische Ausbildung im Februar 2013 bei Étoile de Cens in Nantes, wo er über sieben Jahre lang spielte. Im Anschluss wechselte er innerhalb der Stadt, im August 2020, zum JSC Bellevue Nantes. Nur zwei Jahre später schloss er sich dem Ausbildungszentrum des SCO Angers an. Direkt in seiner ersten Saison 2022/23 schoss er zehn Tore in 24 B-Junioren-Spielen und kam zudem in einem Pokalspiel der A-Junioren zum Einsatz. In der Spielzeit 2023/24 durfte sich Peter bereits regelmäßig bei den A-Junioren beweisen und kam auch schon zu vier Einsätzen und zwei Toren für die in der National 2 spielende Zweitmannschaft. Zu Beginn der Spielzeit 2024/25 spielte er parallel für die U-19-Mannschaft und das mittlerweile fünftklassige Reserveteam. Nach zahlreichen Einsätzen und Toren debütierte er am 27. April 2025 (31. Spieltag) in der Ligue 1 für die Profis, als er bei einer 0:2-Niederlage gegen den OSC Lille spät ins Spiel kam. Insgesamt lief er 2024/25 in zwei Ligue-1-Spielen auf, schoss vier Tore in acht U19-Partien und traf achtmal in 16 Spielen für die Zweitvertretung. Zudem unterschrieb er in jener Saison, im September 2024, seinen ersten Profivertrag beim Verein bis 2027.